# Halodiplosis balchashensis
Halodiplosis balchashensis är en tvåvingeart som beskrevs av Fedotova 1993. Halodiplosis balchashensis ingår i släktet Halodiplosis och familjen gallmyggor.
Artens utbredningsområde är Kazakstan. Inga underarter finns listade i Catalogue of Life.